# François Alday
Jérôme Paul Bonaventure François Alday (Port Mahon, îles Baléares, 1763 - Lyon, 20 juillet 1835) est un violoniste, organiste, chef d'orchestre et compositeur français.

## Biographie
Il commence sa carrière à dix ans comme mandoliniste au Concert spirituel. Vers 1792, il est violoniste dans l'orchestre du théâtre Montansier puis devient premier violon du théâtre de Lyon (1795). 
Professeur de violon à Lyon (1797), il y fonde le Cercle harmonique.

## Œuvres
- Six Airs variées pour violon avec accompagnement de basse, vers 1786
- Geneviève de Brabant, opéra en deux actes et la suite en un acte, livret de Alexandre-Joseph Le Roy de Bacre, 1791
- Trois quatuors pour deux violons, alto et violoncelle, 1799
- Nouvelle méthode de violon, 1810
- Grande méthode pour l'alto, 1827